# Gespenster (Ibsen)

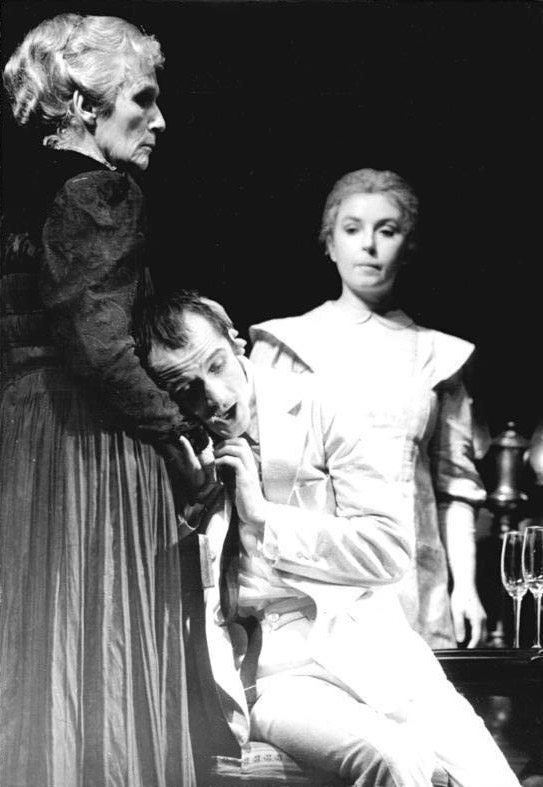
Inge Keller (l.) als Frau Alving, Ulrich Mühe (M.) als Sohn Osvald und Simone von Zglinicki als Dienstmädchen Regine Engstrand (r.) in der Inszenierung von Thomas Langhoff am Deutschen Theater in Berlin, 1983

Gespenster. Ein Familiendrama in drei Akten (Original Gengangere. Et familjedrama i tre akter, wörtlich Die Wiedergänger) ist ein Theaterstück von Henrik Ibsen von  1881. Es gehört zu den bedeutendsten Gesellschaftsdramen des späten 19. Jahrhunderts.

## Werkgeschichte
Henrik Ibsen hatte mit Stützen der Gesellschaft 1877 und Nora oder Ein Puppenheim 1879 seine beiden ersten bedeutenden Gesellschaftsdramen geschrieben.
1880 hatte er erste Ideen für das neue Stück, als Fortführung der Thematik der Nora. Im Frühjahr verfasste er erste Skizzen in Rom. Während seines Sommeraufenthaltes im Hotel Tramontano in Sorrent seit Ende Juni verfasste er innerhalb kurzer Zeit das neue Drama. Im September lag die erste Fassung vor, am 11. Dezember konnte sein Verleger Frederik Vilhelm Hegel das Werk in Kopenhagen in dänischer  Sprache veröffentlichen.

## Inhalt
Henrik Ibsen stellt die Situation einer Familie dar. Hauptperson ist der verstorbene Vater und die Folgen, die er durch sein Leben hinterlassen hat.
Indem Ibsen der Gesellschaft gleichsam einen Spiegel vorsetzte, kritisierte er überholte Konventionen.

### Personen
- Helene Alving, Witwe des Hauptmanns und Kammerherrn Alving
- Osvald, ihr Sohn, Künstler
- Manders, Pastor und Berater von Frau Alving
- Jakob Engstrand, Tischler und Regines Stiefvater
- Regine Engstrand, Bedienstete im Hause der Frau Alving und Osvalds Halbschwester

Das Stück spielt auf Frau Alvings Landgut an einem großen Fjord in West-Norwegen. Die gesamte Handlung findet in einem Gartenzimmer dieses Gutes statt.

### Erster Akt
Jakob Engstrand und seine Tochter Regine sprechen miteinander. Sie solle mit ihm in die Stadt ziehen. Nach Fertigstellung des Kinderasyls, das Frau Alving gerade in Erinnerung an ihren verstorbenen Mann errichten lässt, wolle er dort ein Asyl für Seefahrende aufbauen. Regine könne ihm dort helfen und vielleicht auch eine gute Partie machen. Sie lehnt höhnisch ab (Bis in alle Ewigkeit kriegst Du mich nicht nach Hause. […] In so ein Haus? Pfui!), sie will bei den Alvings bleiben, bei denen sie Haushälterin ist, Bildung erhält, wie eine Tochter angenommen wird, und wo Osvald lebt. Regine: Je eher Du fährst, desto besser für mich. Regine macht Engstrand Vorwürfe: Er habe ihr oft in Trunkenheit gesagt, sie ginge ihn nichts an, sie sei eine Fi donc, er habe die Mutter zu Tode gequält. Auch habe er ein Pied de mouton [Engstrand hat ein krummes Bein, seit er von betrunkenen Matrosen eine Treppe hinab gestürzt worden ist und trägt einen Holzabsatz – ein Grund, weshalb er (zur Schmerzbetäubung) oft trinkt]. Als er eine Anmerkung wegen Osvald macht (Oho, da wird doch wohl nicht etwa er – ) jagt sie ihn davon.
Pastor Manders tritt auf und unterhält sich nun mit Regine. Nach einigen Allgemeinplätzen kommen sie auf Regines Vater zu sprechen. Manders gibt Regine zu verstehen, sie sollte sich mehr um ihren Vater kümmern: Ihr Vater ist keine richtig starke Persönlichkeit […]. Er braucht so sehr eine leitende Hand. […] Er braucht jemanden um sich, den er gern haben, auf dessen Urteil er Wert legen kann. Das hat er mir selber so treuherzig gestanden […]. Regine lehnt das jedoch ab und zieht sich zurück.
Frau Alving tritt auf und spricht mit dem Pastor. Sie lenken das Gespräch zunächst auf Osvald, der seit über zwei Jahren nicht mehr zu Hause war. Frau Alving ist überglücklich, dass er aus Paris und Rom zurückgekommen ist: Ach mein lieber, mein geliebter Junge, er hat ein Herz für seine Mutter. Dann kommen sie auf das Kinderasyl zu sprechen. Pastor Manders hat sich um die Stiftungsunterlagen und die Finanzierung gekümmert. Eine Versicherung hält er für unnötig, da das Asyl unter dem Segen Gottes stehe. Tatsächlich fürchtet er jedoch Gerede in dieser Sache. Er spricht Frau Alving auf Regine und ihren Vater an, doch Frau Alving wehrt ab: Oh, ich weiß am besten, was für eine Art Vater er für sie war. Nein, zu ihm kommt sie mit meinem Einverständnis nie.
Osvald tritt hinzu. Als Maler schon zu Bekanntheit gekommen, ist er nun auf unbestimmte Zeit zu Hause und nimmt im Moment eine Auszeit. Pastor Manders vergleicht Osvald mit seinem Vater: Als Osvald vorhin mit der Pfeife im Mund durch die Tür kam, war mir, als ob ich leibhaftig seinen Vater sähe, was Frau Alving abwehrt: Osvald kommt […] nach mir. Als Osvald von einer Kindheitserinnerung mit seinem Vater spricht, wehrt Frau Alving auch das ab: Oh, du erinnerst Dich an nichts mehr aus diesen Tagen. Pastor Manders fürchtet, dass Osvald nie ein richtiges Zuhause habe kennenlernen können, da er mit sieben Jahren aus dem Haus gegeben wurde und zwanzig Jahre in der Fremde gelebt habe. Über Osvalds Ansichten zum Thema Familie und Kinder ist Manders bestürzt: er schwärmt vom freien Leben in der Fremde. Dann bekommt er Kopfschmerzen und geht ab.
Manders spricht mit Frau Alving über ihre frühere Ehe. Nur ein Jahr nach ihrer Hochzeit hatte sie ihren Mann verlassen. Sie erinnert den Pastor daran, dass Alving kein guter Ehemann war. Manders gibt jedoch zu bedenken: […] eine Ehefrau ist nicht dazu berufen, der Richter ihres Mannes zu sein. Es wäre Ihre Schuldigkeit gewesen, mit demütigem Sinn das Kreuz zu tragen, das Ihnen ein höherer Wille als dienlich erachtet hatte […] Pastor Manders hält sich als Tugend zugute, dass er unter Gefährdung seines Rufes Frau Alving auf den Weg der Pflicht und in das Haus Ihres angetrauten Ehemannes zurückgeführt habe, worauf dieser liebevoll und untadelig mit ihr bis an das Ende seiner Tage gelebt habe. Das Asyl sei nunmehr ein Bekenntnis ihrer Schuld. Ähnlich sieht er ihr Versäumnis als Mutter darin, dass sie Osvald – gerade siebenjährig – in die Fremde gegeben und so Schuld auf sich geladen habe. Frau Alving schildert dem Pastor nun ihre Sicht, wie sie es sich geschworen hat. Ihr Mann sei genauso ruchlos gestorben, wie er all seiner Tage gelebt hat, die Ehe sei nichts als ein überdeckter Abgrund gewesen. Aus einem Verhältnis ihres Mannes mit dem Stubenmädchen Johanne sei Regine hervorgegangen. Engstrand heiratete später Johanne. Damit Osvald nicht in diesen Verhältnissen aufwachse, habe sie ihn schweren Herzens fortgegeben. Sie kümmerte sich um alles und mehrte so den Ruhm ihres Mannes, der – von der Syphilis schwachsinnig geworden – vor sich hin delirierte. Mit dem Asyl wollte sie jeden möglichen Zweifel an der Ehrbarkeit der Familie ausräumen. Sodann wolle sie ihren Mann für immer vergessen und nur noch für ihren Sohn da sein.
Im Esszimmer hört Frau Alving, wie Osvald sich an Regine heranmacht: Gespenster. Das Paar im Wintergarten – es ist wieder da.

### Zweiter Akt
Frau Alving und Pastor Manders treten auf. Sie sprechen über das Verhältnis zwischen Osvald und Regine. Regine müsse weg. Ihre Mutter war dereinst mit einer Aussteuer an den Tischler Engstrand verkauft worden, dafür nahm er die Schuld mit dem Kind auf sich, wie Pastor Manders meint. Frau Alving klagt über ihre eigene Lage in der Vergangenheit: Wenn ich wäre, wie ich sein sollte, würde ich Osvald beiseite nehmen und sagen: Höre mein Junge, dein Vater war ein verkommenes Subjekt – Der Pastor glaubt, Frau Alving solle Osvald die Illusion seines guten Vaters erhalten und verweist auf das vierte Gebot, nach dem man Vater und Mutter achten und ehren soll. Als sie überlegt, ob Osvald vielleicht seine Halbschwester heiraten könnte, empört sich Manders. Frau Alving: Wir stammen ja nun alle miteinander aus Verbindungen dieser Art, wie man hört. Und wer war es denn, der das hier auf der Welt so eingerichtet hat, Pastor Manders?
Frau Alving zeichnet ihre Sicht: Als ich Regine und Osvald da drinnen hörte, war es mir, als ob ich Gespenster vor mir sah. Aber ich glaube fast, wir sind allesamt Gespenster, Pastor Manders. Es ist ja nicht nur, was wir von Vater und Mutter geerbt haben, das in uns herumgeistert; auch alte, abgestorbene Meinungen aller Art, alte, abgestorbene Überzeugungen und ähnliches. Sie sind nicht lebendig in uns; aber sie sitzen doch in uns fest, und wir können sie nicht loswerden. Wenn ich nur eine Zeitung zur Hand nehme und darin lese, sehe ich solche Gespenster zwischen den Zeilen herumschleichen. Die scheinen im ganzen Land zu leben. Sie scheinen so zahllos zu sein wie Sandkörner. Und darum sind wir auch so gotterbärmlich lichtscheu, wir alle miteinander. Gegen Frau Alvings Zwang in die Ehe, Pflicht und Schuldigkeit zu tun im Namen Gottes und im Auftrag Manders, empörte sich ihr ganzer Sinn als etwas Widerwärtiges: Das war die Zeit, als ich begann die Nahtstellen Ihrer Lehre zu untersuchen. Ich wollte nur einen einzigen Knoten lösen, aber als ich den aufhatte, war gleich alles aufgetrennt. Und da begriff ich, dass der Saum mit der heißen Nadel genäht war. Frau Alving wollte Pastor Manders heiraten, doch der schickte sie zurück zu ihrem Mann, für ihn (Manders) der schwerste Kampf und der größte Sieg seines Lebens, für sie seine kläglichste Niederlage und ein Verbrechen an ihnen beiden.
Engstrand tritt hinzu. Er möchte mit dem Pastor über eine Andacht im nun fertigen Asyl bitten. Frau Alving bleibt stumme Zuhörerin. Manders kommt sofort auf Regine zu sprechen. Engstrand dachte, niemand wisse von der Situation, da Johanne, seine verstorbene Frau ihm das geschworen hatte. Jedoch wusste Frau Alving von allem. Pastor Manders ist betroffen: Und in all diesen Jahren haben sie die Wahrheit vor mir verheimlicht. Vor mir verheimlicht, der ich in allem und jedem ein so unbedingtes Vertrauen in Sie gesetzt habe. Engstrand ist sich seiner Schuld bewusst; er erzählt die Geschehnisse auf andere Art (das Geld sei vollständig in die Erziehung Regines geflossen), so dass der Pastor mit ihm wieder versöhnt wird. Manders und Engstrand gehen ab, Osvald kommt hinzu.
Osvald versucht seiner Mutter seinen Zustand zu gestehen, dass er geistig zerrüttet sei, nie wieder werde arbeiten können. Er habe nie ein wildes Leben geführt. […] Und trotzdem kommt das über mich! Dieses fürchterliche Unglück! Er beschreibt, wie er die Krankheit schon als Kind und später in Paris in sich hatte, den Arzt, der zu ihm sagte: Da ist von ihrer Geburt an etwas Wurmstichiges in ihnen. […] Die Sünden der Väter werden heimgesucht an ihren Kindern. Er sucht bei sich die Schuld, da sein Vater doch redlich war: Wenn es etwas wäre, was ich geerbt habe – etwas, wofür man nicht kann. Aber so! Auf eine so schändliche, gedankenlose Art sein Glück, seine Gesundheit, überhaupt alles verspielt zu haben – seine Zukunft, sein Leben – ! Frau Alving sagt hier zu ihm, dass sie alles für ihn tun würde, ihm nichts abschlagen werde.
Osvald fragt seine Mutter um Regine an, sie sei gut gebaut, so voller Lebensfreude, bereit ihn zu empfangen. Ihm missfällt der Ort: Ich meine bloß dies: den Menschen hier wird beigebracht, die Arbeit sei ein Fluch und eine Strafe für die Spenden, und das Leben sei etwas Jämmerliches, und am besten sei uns gedient, wenn wir es so schnell als möglich hinter uns bringen. […] Aber davon wollen die Menschen da draußen nichts wissen. Da gibt es niemanden, der an diese Art Heilslehre noch richtig glaubt. Da draußen kann man auf so überschwängliche Weise Glück empfinden, allein deshalb, weil man auf dieser Welt ist. Mutter, hast Du bemerkt, dass sich alles, was ich gemalt habe, um die Lebensfreude dreht? Immer um die Lebensfreude. Da ist Licht und Sonne und Sonntagsluft – und da sind strahlende Menschengesichter. Darum habe ich Angst, hier bei Dir zu Hause zu bleiben.
Osvald verlangt nach Alkohol; Regine soll Champagner bringen, für sich selbst auch ein Glas holen. Die drei trinken. Es scheint, als wolle Frau Alving ihren Sohn auf andere Gedanken bringen. Als sie sieht, dass Regine Osvalds Gefühle zu erwidern scheint, möchte sie den jungen Leuten alles offenbaren, doch in dem Moment kehrt Pastor Manders von der Abendandacht im Asyl zurück.
Die Unterhaltung der vier läuft aneinander vorbei. Als Frau Alving erneut alles sagen möchte, ertönen Schreie von draußen: das Kinderasyl brennt.

### Dritter Akt
Engstrand beschuldigt Pastor Manders das Asyl während der gemeinsamen Andacht in Flammen gesetzt zu haben, doch dieser streitet ab. Frau Alving sieht es nüchtern: Es ist schon besser, dass es so gekommen ist. Dieses Kinderasyl hätte niemandem Segen gebracht. Sie überträgt die gesamte Verwaltung an den Pastor. Engstrand ist bereit, die Schuld auf sich zu nehmen, wenn von den Stiftungsgeldern das Seemannsasyl unterstützt wird. Auch hier handelt Engstrand einzig um das Wohl seiner Tochter bedacht. Der Pastor und Engstrand fahren davon.
Osvald tritt hinzu. Er spricht von seiner furchtbaren Angst. Er bittet Regine, immer für ihn da zu sein, ihm zu Dienste zu sein, einen Dienst, den seine Mutter ihm nicht erweisen könne. Frau Alving glaubt zu verstehen: Du hättest Deinen Vater als ganz jungen Leutnant sehen sollen. Er war voller Lebensfreude. […] Und dann musste so ein Kind der Lebensfreude – denn er war wie ein Kind damals –, er musste in einer mittelgroßen Stadt leben, die keine Freude zu bieten hatte, keine Vergnügungen. Er hatte kein Lebensziel; er hatte bloß einen Beruf. Er hatte keine Arbeit, auf die er sich mit Leib und Seele hätte stürzen können; er hatte bloß Geschäfte. Und er besaß nicht einen einzigen Freund, der hätte begreifen können, was Lebensfreude überhaupt ist, bloß Tagediebe und Zechbrüder – […] Ich habe ihm ebenfalls keinen Sonnenglanz ins Haus gebracht. Ich fürchte, ich habe Deinem armen Vater das Zuhause unleidlich gemacht.
Frau Alving offenbart Regine als Osvalds Halbschwester, die nun die Dinge im anderen Licht betrachtet: Hätte ich gewusst, dass Osvald kränklich ist, dann – Und jetzt, wo es zwischen uns nichts ernsthaftes geben kann – Nein, ich bin nicht daran interessiert, mich hier auf dem Land für kranke Leute abzuschinden. Sie will Pastor Manders nacheilen, sich einen Anteil an dem Schweigegeld für den fürchterlichen Tischler geben lassen, es noch schaffen, mit Leuten von Stand Champagner zu trinken, auch wenn sie nicht wie das Kind eines Mannes von Stand aufgewachsen ist. Adieu. Sie geht ab.
Frau Alving sorgt sich um das Bild des Vaters. Doch Osvald wehrt ab, es könne ihm egal sein. Liebe für seinen Vater empfinden, wenn ein Kind seinem Vater gar nichts zu verdanken hat? Ihn nie gekannt hat? Das sei Aberglauben, Gespenster. Frau Alving versteht. Osvald ist der Mutter dankbar, er weiß, dass sie ihn mag, sie ihm noch unermesslich nützlich sein kann. Er versichert sich, dass es nichts auf der Welt gibt, was sie [Frau Alving] nicht für ihn tun würde, wenn er sie darum bäte. Sie lebe nur für ihn.
Osvald erklärt ihr seine Krankheit – nach einem Anfall in Paris hat ihm ein Arzt die Diagnose gestellt: Hirnerweichung. Noch ein Anfall, und er falle auf das Niveau eines Säuglings zurück, müsse gefüttert werden... Er möchte nicht über Jahre, sein Leben lang ein Pflegefall sein. Den Dienst, den Regine ihm hätte erweisen sollen, soll nun seine Mutter vollenden: er hat Morphium dafür gespart. (Ich habe Dir Dein Leben gegeben!)  Ich habe dich um das Leben nicht gebeten. Und was für ein Leben hast Du mir gegeben? Ich will es nicht haben. Du sollst es mir wieder nehmen!
Die Sonne geht auf, Osvald hat einen Anfall, verfällt in Schwachsinn. Frau Alving zittert vor Entsetzen, ist verzweifelt, hin- und hergerissen zwischen der Liebe zu ihrem Sohn und dessen letztem Willen.

## Wirkungsgeschichte
In Norwegen waren die Kritiken verheerend, das Werk wurde von fast allen Seiten wegen seiner gehäuften Tabubrüche (Inzest, freie Liebe, Sterbehilfe) abgelehnt. Die Uraufführung konnte deshalb nur in den USA in Chicago am 20. Mai 1882 stattfinden, in dänischer und norwegischer Sprache. Die ersten Aufführungen in Skandinavien gab es erst einige Zeit später.
Auch in Deutschland stieß das Werk zunächst auf heftigen Widerspruch der Zensur, erst eine Aufführung im Berliner Residenztheater am 9. Januar 1887 verhalf dank seiner außerordentlichen Resonanz zum offiziell genehmigten Durchbruch auf deutschen Bühnen.
Das Drama zählt heute zu den bedeutendsten Gesellschaftsdramen des späten 19. Jahrhunderts.

## Theateraufführungen

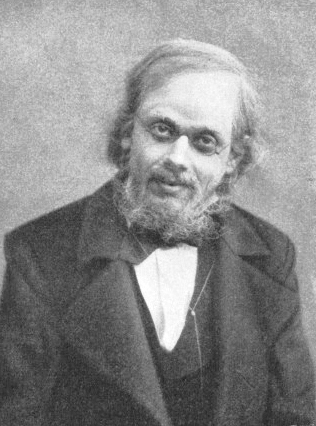
Max Reinhardt als Engstrand, Juli 1900, Budapest

Bisher gab es über 1100 Neuinszenierungen weltweit.
- 20. Mai 1882 Chicago, Turner Hall, Uraufführung, in dänischer und norwegischer Sprache
- 22. August 1883 Stadsteater Helsingborg, erste  Aufführung in Skandinavien, Leitung August Lindberg, auf einer Tournee durch Schweden und Norwegen[4]
- 17. Oktober 1883, Møllegadens Theater Folketeatret Christiana (Oslo), erste Aufführung in Norwegen, Leitung August Lindberg, in schwedischer Sprache
- 14. April 1886 Theater Augsburg, deutschsprachige Erstaufführung, nur als private Vorstellung genehmigt, in Anwesenheit Ibsens[5]
- 21. Dezember 1886 Hoftheater Meiningen, erste öffentlich genehmigte Theateraufführung in deutscher Sprache, in Anwesenheit Ibsens
- 9. Januar 1887, Residenz-Theater Berlin, nur für einmalige Benefizvorstellung genehmigt, mit Franz Wallner, Regie Anton Anno, in Anwesenheit von Ibsen, Theodor Fontane, Gerhart Hauptmann und weiterer Literaten, Geburtsstunde des modernen Theaters in Deutschland
- 10. Juli 1900 Somossy Budapest, Gastspiel der Berliner Secessionsbühne, mit Max Reinhardt[6]
- 1906 Kammerspiele am Deutschen Theater Berlin, Regie Max Reinhardt, Eröffnungsstück des neuen Theaters
- 1956 Maxim-Gorki-Theater Berlin
- 1983–1996 Kammerspiele des Deutschen Theaters Berlin, mit Kurt Böwe, Inge Keller, Ulrich Mühe, Simone von Zglinicki, Regie Thomas Langhoff, 166 Aufführungen[7]

## Verfilmungen
- 1911 Sins of the Father, Stummfilm, vom amerikanischen Filmverlag Lubin, Regie Siegmund Lubin.[8][9]
- 13. April 1966 Gespenster, Fernsehfilm für das ZDF, mit Angela Salloker, Martin Benrath, Martin Held, Rudolf Platte, Karin Baal, Übersetzung: Hans Egon Gerlach, Regie: Peter Beauvais, Erstsendung
- 2005 Sonntagsluft,: Aufzeichnung am Fränkischen Theater Schloß Maßbach, Regie: Frank Alva Buecheler, Kamera: Michael Ballhaus
- 2006: Aufzeichnung durch ARTE an der Freien Volksbühne Berlin im Rahmen des Theaterprogramms Spielzeiteuropa der Berliner Festspiele unter der Theaterregie von Stéphane Braunschweig mit Udo Samel (Pastor Manders) u. a.

## Zeitgenössische Reaktionen

### Gerhart Hauptmann
Gerhart Hauptmann, der als junger Schriftsteller der Aufführung am Residenztheater in Berlin am 9. Januar 1887 beiwohnte, wurde durch das Stück sehr beeindruckt. Sein Sozialdrama Vor Sonnenaufgang von 1889 thematisierte ebenfalls die naturalistische Determinationslehre: Der Mensch ist nicht selbstbestimmt und frei in seinen Entscheidungen und Möglichkeiten, sondern entscheidend geprägt und begrenzt durch die Faktoren Vererbung, Milieu und Erziehung. Es machte den bis dahin unbekannten Schriftsteller schlagartig berühmt. 

### Julius Stinde
Der Schriftsteller Julius Stinde ließ seine Kritik an dem Stück  durch die literarische Figur der   Wilhelmine Buchholz ausdrücken. Diese berichtete  über eine Aufführung der Gespenster:

„Auch für die Gespenster mußten wir Lockvögel machen, einmal, aber nie wieder. Da ist eine Frau, die zum Andenken ihres verstorbenen Mannes, eines Kammerherren, ein Asyl bauen läßt, aber weil er trank und liederlichte, macht sie sich Vorwürfe, daß sie sich und die Menschen mit diesem Baudenkmal belügt und den Pastor beschuldigt sie, daß er nicht mit ihr auf und davongegangen ist, als sie ihrem Manne weggelaufen war und in der Predigerei anklopfte. Nette Gattin! Ihr Sohn Oswald ist Maler, der kommt aus Paris und findet es in seiner norwegischen Heimath zu grau, weshalb er mit dem Tischler Engstrand seiner Tochter Champagner trinkt und schön thut. Die Mutter weiß, daß das Mädchen ihres Sohnes Halbschwester vom verstorbenen Kammerherrn her ist und sagt: nur noch 'ne Flasche, das Leben ist kurz und mein Sohn will sich veramüsiren, das hat er so vom Vater. Solche angeerbte Neigungen sind Gespenster. Nette Mutter. Dann brennt das Asyl ab, Oswald hilft löschen, die Anstrengung giebt ihm den Rest, er wird auf der Bühne brägenklieterig – von Vatern her – und verlangt von seiner Mutter die Sonne. Die giebt ihm, da sie schlecht an das sogenannte Tagesgestirn heran kann die Morphiumpulver, die er sich aufgespart hat, weil ein Arzt ihm gesagt hatte, er müßte an Gehirnerweichung zu Grunde gehen, das wäre die Erbschaft vom Vater. Wir waren erleichtert, als es aus war, so hatte das Stück uns beängstigt und gequält, ohne daß wir einsahen wozu? Um dem Publikum vorzuschulmeistern, daß Kinder nie vorsichtig genug in der Auslese ihrer Eltern sein können? - ‚Was für ein Pappkopf der Oswald wohl geworden wäre, wenn er den Pastor zum Vater hätte?‘ fragte Onkel Fritz, aber es erfolgte keine eingehende Antwort, da die Erinnerung nicht bei dem Stück verweilen mochte, wogegen wir sonst oft, besonders nach Wilhelm Tell im Schauspielhause, bis über die Mitternacht in Wieder- und Wiederdurchsprechen schwelgten. Und die Jungfrau von Orleans mit der Lindner. Ach wie schön. Und wie wohl wurde Einem darnach.

[…]

Da fragte mein Mann, ‚Herr Doktor Zehner, verhält sich das wirklich so mit der Vererbung von Gehirnerweichung, wie in dem Stück eben?‘ - ‚Nein‘ sagte der, ‚das Stück ist vom medizinischen Standpunkt unhaltbar und selbst wenn es das nicht wäre, ist es als Drama miserabel. Denken Sie sich Oswalds Vater wäre ein pflichttreuer Forstmann gewesen, der Wild- und Holzdieben eifrig nachging und auf den nächtlichen Streifzügen Lungenleiden erwarb, dem er schließlich erlag, Oswald erbt die Anlage zu Lungenerkrankung, steigert als Landschaftsmaler die Disposition dazu durch das Sitzen im Freien, erkältet sich bei dem Löschen des Feuers, und geht auf der Bühne an Pneumonie ein. Das wäre dasselbe Stück, nur mit einer kleinen Verschiebung der Krankheitsursache, aber das Undramatische, das Kleinliche des Motivs, das Armselige an künstlerischem Inhalt tritt selbst für den klar zu Tage, der sich durch geschickte scenische Detailmalerei und die bühnenmäßig gedachten Charaktere blenden ließ, von denen die Hälfte in eine Idiotenanstalt gehört. Der Pastor und die Mutter ebensowohl wie der paralytisch werdende Sohn.‘“

## Textausgaben (Auswahl)
Original
- Gengangeren, Gyldendal, København 1881, dänisch (!)

Deutsche Übersetzungen
- Gespenster, ein Familiendrama in drei Akten. Aus dem Norwegischen von M[arie] von Borch. Leipzig, Reclam (Universal-Bibliothek, 1828) 1884, 78 S.; auch in Henrik Ibsen's gesammelte Werke, Band 2, Reclam Leipzig [1889] Archive (epub)
- Gespenster, ein Familiendrama in drei Akten. Deutsch von A[uguste] Zinck. Berlin, S. Fischer (Nordische Bibliothek, 13), 1890, 88 Seiten; auch in Moderne Dramen, Band 2, S. Fischer, 1890; Mutter der Erstübersetzerin Marie von Borch
- Gespenster, Familiendrama in drei Akten. Deutsch von Fritz Albert. Halle, Otto Hendel, 1890, 70 S.
- Gespenster, ein Familiendrama in drei Akten. Deutsch von G[ustav]. Morgenstern. Leipzig, Bibliographisches Institut (Meyers Volksbücher, 945/946), [1893], 92 S.
- Gespenster, übersetzt von Wilhelm Lange, in Henrik Ibsens dramatische Werke, Band 1, Berlin, Bermühler [1900?]
- Gespenster, in Henrik Ibsens sämtliche Werke in deutscher Sprache, Band 7. Durchgesehen und eingeleitet von Georg Brandes, Julius Elias, Paul Schlenther. Berlin, S. Fischer. XXXIX, 343. 1901, kein Übersetzer genannt Archive
- Gespenster, ein Familiendrama in drei Aufzügen. Deutsch von Wilhelm Lange. Berlin, Enno Quehl, 1906, 112 S.
- Gespenster, in Sämtliche Werke. Volksausgabe in fünf Bänden. Herausgegeben von Julius Elias und Paul Schlenther. Einzige autorisierte deutsche Ausgabe. 4. Band. Ein Puppenheim. Gespenster. Ein Volksfeind. Die Wildente. Rosmersholm. S. Fischer Berlin 1908, S. 97ff. Archive UB Köln
- Gespenster, übersetzt von Hans Egon Gerlach, Hoffmann & Campe, 1977
- Gespenster. Ein Familiendrama in drei Akten, übersetzt von Angelika Gundlach, Suhrkamp, 2004; Neuauflage mit Kommentar, 2020
- Gespenster Project Gutenberg, kein Übersetzer genannt (Angelika Gundlach, 2004?)

Schwedische Übersetzungen
- 1882. «Gengångare, : familjedrama i tre akter». Öfversätting från norskan, in Helsingfors, nr. 20–41, 25/1/1882–18/2/1882, erste Übersetzung in eine andere Sprache

Englische Übersetzungen
- «Ghosts» translated by Henrietta Frances Lord, in To-Day. The Monthly Magazine of Scientific Socialism, 1/1/1885–31/3/1885, 27–48, 65–82, 110–20; dann Ghosts, a drama of family life in three acts. New ed., rev. Translated from the Norwegian by Henrietta Frances Lord. London, Griffith, Farran, Okeden & Wells. 1890, 108 p., erste englische Übersetzung
- Ghosts, translated by Henrietta Francis Lord, rev. by William Archer, in The pillars of society, and other plays. Ed. with an introduction by Havelock Ellis. London, Walter Scott. XXX (The Camelot series), 1888
- Ghosts, in Ibsen’s prose dramas, 2. Authorised English ed. Ed. by William Archer. London, Walter Scott. V, 1890, 381 p.; weitere Ausgaben 1897; Boston, W. H. Baker 1900